# 布凱德阿區
布凱德阿區是非洲中部國家烏干達的111個區之一，由東部區負責管轄，首府是布凱德阿，距離索羅提約79公里，主要的經濟產業是自給農業和畜牧業，2010年人口估計為158,900。

## 外部連結
- Bukedea District Information Portal

01°21′N 34°03′E / 1.350°N 34.050°E